# فیلیپ استانکوویچ (زاده ۱۹۹۷)
فیلیپ استانکوویچ (زاده ۳ ژانویه ۱۹۹۷) یک بازیکن فوتبال اهل صربستان است. او به صورت قرضی برای باشگاه فوتبال ماشین کنستانتین بازی می‌کند.